# Trybliolepidina
Trybliolepidina es un género de foraminífero bentónico de la subfamilia Lepidocyclininae, de la familia Lepidocyclinidae, de la superfamilia Asterigerinoidea, del suborden Rotaliina y del orden Rotaliida. Su especie tipo es Lepidocyclina ephippioides. Su rango cronoestratigráfico abarca el Mioceno.

## Discusión
Trybliolepidina ha sido considerado un subgénero de Lepidocyclina, es decir Lepidocyclina (Trybliolepidina), o un sinónimo posterior de Eulepidina.

## Clasificación
Trybliolepidina incluye a la siguiente especie:
- Trybliolepidina batesfordensis †
- Trybliolepidina ephippioides †
- Trybliolepidina gippslandica †
- Trybliolepidina kathiawarensis †
- Trybliolepidina raoi †
- Trybliolepidina rutteni †

Otra especie considerada en Trybliolepidina es:
- Trybliolepidina choise, de posición genérica incierta